# Пискарёвский проспект
Пискарёвский проспе́кт — одна из крупнейших магистралей Санкт-Петербурга, протяжённостью около 8 км. Проходит от Свердловской набережной на север почти до границы города (в районе деревни Новая), где расположена развязка с Кольцевой автодорогой и где упирается в Муринскую дорогу. На большей части является границей между Калининским (чётная сторона) и Красногвардейским (нечётная сторона) районами, а за Ручьёвским путепроводом все номера домов относятся к Красногвардейскому району. В просторечии часто называется Пискарёвкой, поскольку центральная часть магистрали пересекает через одноимённый исторический район.

## История
На месте основной части нынешнего Пискарёвского проспекта в 1877 году возникла Охтенская дорога, в 1896 году она была переименована в Большео́хтинскую доро́гу (название О́хтенская доро́га получила другая дорога, позже ставшая Екатерининским проспектом). Название произошло из-за того, что к ней примыкала земля Охтинского пригородного общества.
В 1906 году Большеохтинская дорога была переименована в проспе́кт Импера́тора Петра́ Вели́кого. В 1910-е годы ещё несколько улиц, примыкающих к проспекту — Брюсовская улица, Екатерининский проспект, Меншиковский проспект, — были названы именами сподвижников Петра I.
В 1920-х годах проспект был переименован в у́лицу Ле́нина. В 1933 году в проспе́кт Ле́нина были объединены:
- Ку́шелевский переу́лок — от нынешней Свердловской набережной до шоссе Революции. Возник в 1849 году как Пороховской переулок, 5 марта 1871 года был переименован по названию района Кушелевка.
- у́лица Ле́нина
- дорога от возникшей позднее улицы Руставели до деревни Новая.

Примерно в это же время в створе проспекта появляется первый двухрядный путепровод через железнодорожные пути станции Пискарёвка.
13 января 1944 года проспект получил своё нынешнее название — Пискарёвский (от Пискарёвки).
До 2006 года практически на всём протяжении проспекта (от пересечения с Полюстровским проспектом до улицы Руставели) было трамвайное сообщение.

### Реконструкция 1960-х годов

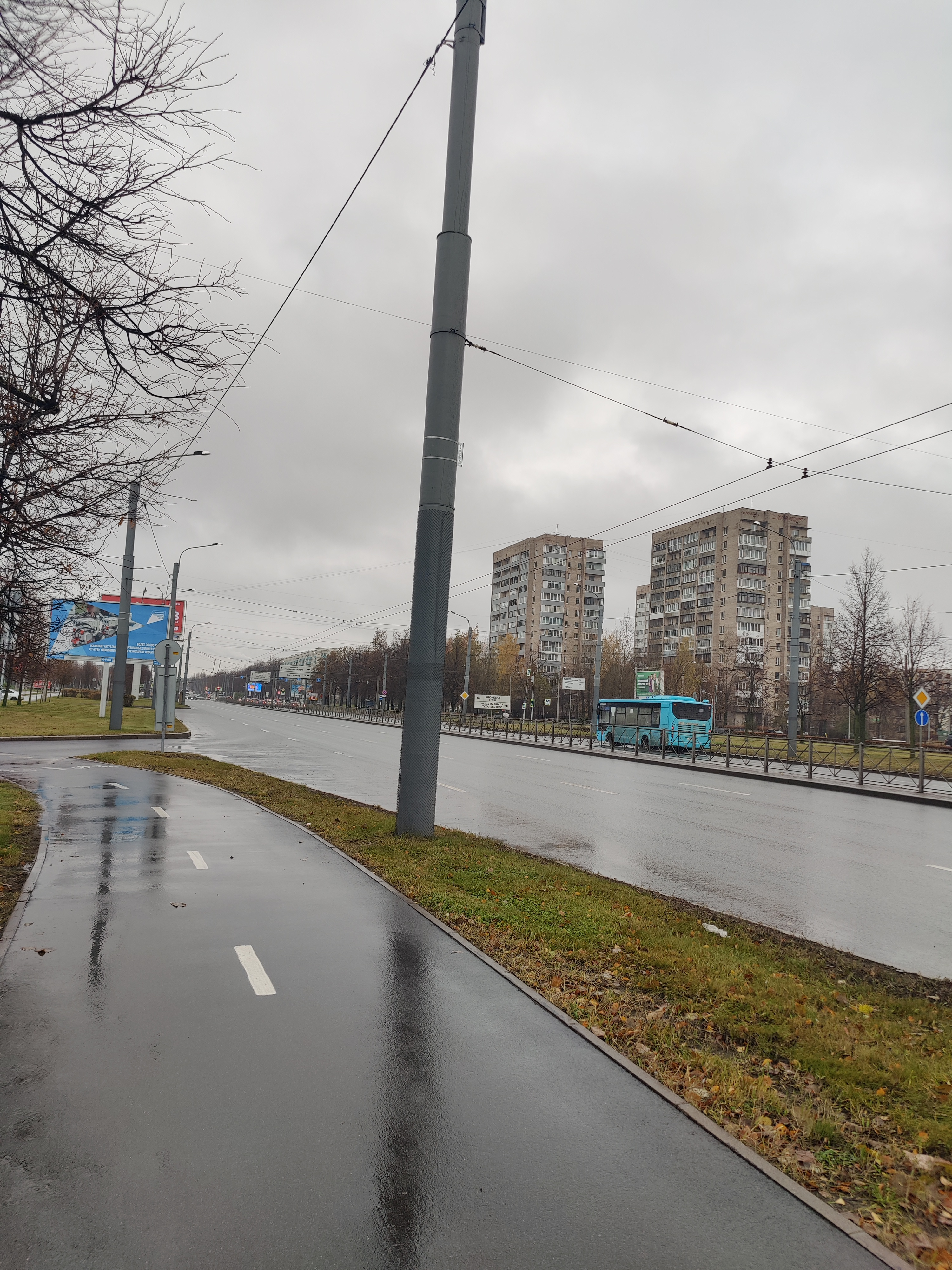
Пискарёвский проспект в 2023 году

В первой половине 1960-х годов Пискарёвский проспект был реконструирован первый раз. После реконструкции проспект был расширен в два раза — с одной полосы движения в каждую сторону + трамвайные пути до двух полос в каждом направлении, с сохранением трамвайного движения. В два раза был расширен и путепровод через железнодорожные пути, а на участке от Свердловской набережной до улицы Жукова убраны трамвайные пути.
В конце 1960-х рядом с автомобильным путепроводом был построен трамвайный путепровод для новопроложенного продолжения трамвайной линии.

### Реконструкция 2006—2007 годов
После ввода в 2005 году продолжения Индустриального проспекта, а в 2006 году — участка КАД, проходящих недалеко от проспекта и частично дублирующих транспортные функции, участок от Полюстровского проспекта до железной дороги был закрыт на ремонт. Работы по реконструкции проспекта начались 9 сентября 2006 года.
Движение по обновлённому проспекту было открыто 27 декабря 2007 года. Во время реконструкции проспект был расширен с четырёх полос движения до шести, проложен боковой проезд с восточной стороны путепровода, с проспекта были убраны трамвайные пути, произведена полная реконструкция путепровода через железнодорожные пути с прокладкой дорог под путепроводом, а также построен подземный пешеходный переход в створе Куракиной улицы.
После проведения реконструкции проспект смог бы выдерживать пассажиропоток с проектируемого Орловского тоннеля, планы строительства которого были заморожены в 2012 году.

### Реконструкция 2008—2010 годов
В 2008 году начались работы по реконструкции участка Пискарёвского проспекта от улицы Руставели до дороги в деревню Новая. В результате реконструкции проезжая часть была расширена с двух полос до четырёх, через железнодорожные пути приозерского направления построен Ручьёвский путепровод, а на пересечении с КАД построена полноценная развязка типа «клевер».
Торжественное открытие реконструированного участка состоялось 23 декабря 2010 года.

### Развязка с проспектом Непокорённых
8 июня 2013 года началось строительство двухуровневой транспортной развязки на перекрёстке Пискарёвского проспекта с проспектом Непокорённых, так как после открытия КАД и Индустриального проспекта перекрёсток перестал справляться с резко возросшим потоком автотранспорта.
29 августа 2014 года была открыта для движения первая очередь транспортной развязки — по виадуку от проспекта Непокорённых к Шафировскому проспекту в сторону КАД. 29 ноября 2014 года открыли для движения транспорта съезд, который позволяет проехать от КАД по Шафировскому проспекту направо на Пискаревский проспект (в сторону Руставели), а также позволяет машинам, которые едут со стороны площади Мужества в сторону Пискаревского проспекта, повернуть на него в направлении Руставели.
В сентябре 2015 года была открыта вторая половина виадука, после чего проезд с проспекта Непокорённых на Шафировский проспект стал возможен в оба направления.
К маю 2017 года развязка в конструкциях была полностью готова, однако из-за достройки подземных переходов некоторые съезды не действовали. В конце декабря 2017 года развязка была полностью открыта.

### Дальнейшие планы
Также, согласно ряду источников, планируется сооружение Феодосийского моста, который пройдёт от Орловской улицы до Феодосийской улицы.
Вдоль проспекта планируется строительство трёх станций метро 6 линии.

## Достопримечательности

### Архитектурные сооружения
- Пискарёвский проспект, 1, 3 — Свердловская набережная, 46 — производственные здания и казарма Охтинской бумагопрядильной мануфактуры. Архитектор Р. H. фон Генрихсеном в 1852—1854 годах[7], перестраивались (по некоторым данным, В. В. Шаубом) в 1900-е годы. В 2007 году начат снос зданий со стороны двора[8].
- Пискарёвский проспект, 8 — Полюстровский проспект, 8 — улица Жукова, 3 — комплекс зданий Канатной фабрики Эдвардса и Кавоса (утрачен). Фабрика была основана в 1875 году на земле бывшей усадьбы графов Кушелевых-Безбородко в период, когда граф Мусин-Пушкин распродавал пришедшее в упадок имение. Фабричный комплекс, возведённый к 1892 году, включал канатный цех, склады, смольню, котельную, а также городок для рабочих, который спроектировал лично Цезарь Альбертович Кавос. Фабрика процветала до смерти владельца в 1917 году, затем была национализирована и включена в состав предприятия «Петропенька», позднее переформированного в фабрику «Нева». Прекратила работу в 1990-х[9][10]. Большая часть комплекса снесли в 2005—2006 годах при губернаторе Валентине Матвиенко. Градозащитники несколько лет пытались не допустить сноса, а после него вели судебные дела с требованием признать незаконным лишение зданий фабрики статуса объектов культурного наследия[11][12].
- В квартале в районе Куракиной улицы расположен комплекс зданий больницы Петра Великого (Мечниковской больницы). Строительство велось в 1910—1914 годах по проекту архитекторов Л. А. Ильина, А. И. Клейна и А. В. Розенберга. Сегодня он имеет статус  памятник архитектуры.
- Благовещенская Пискарёвская церковь (1999—2002, арх. В. Е. Залевская).

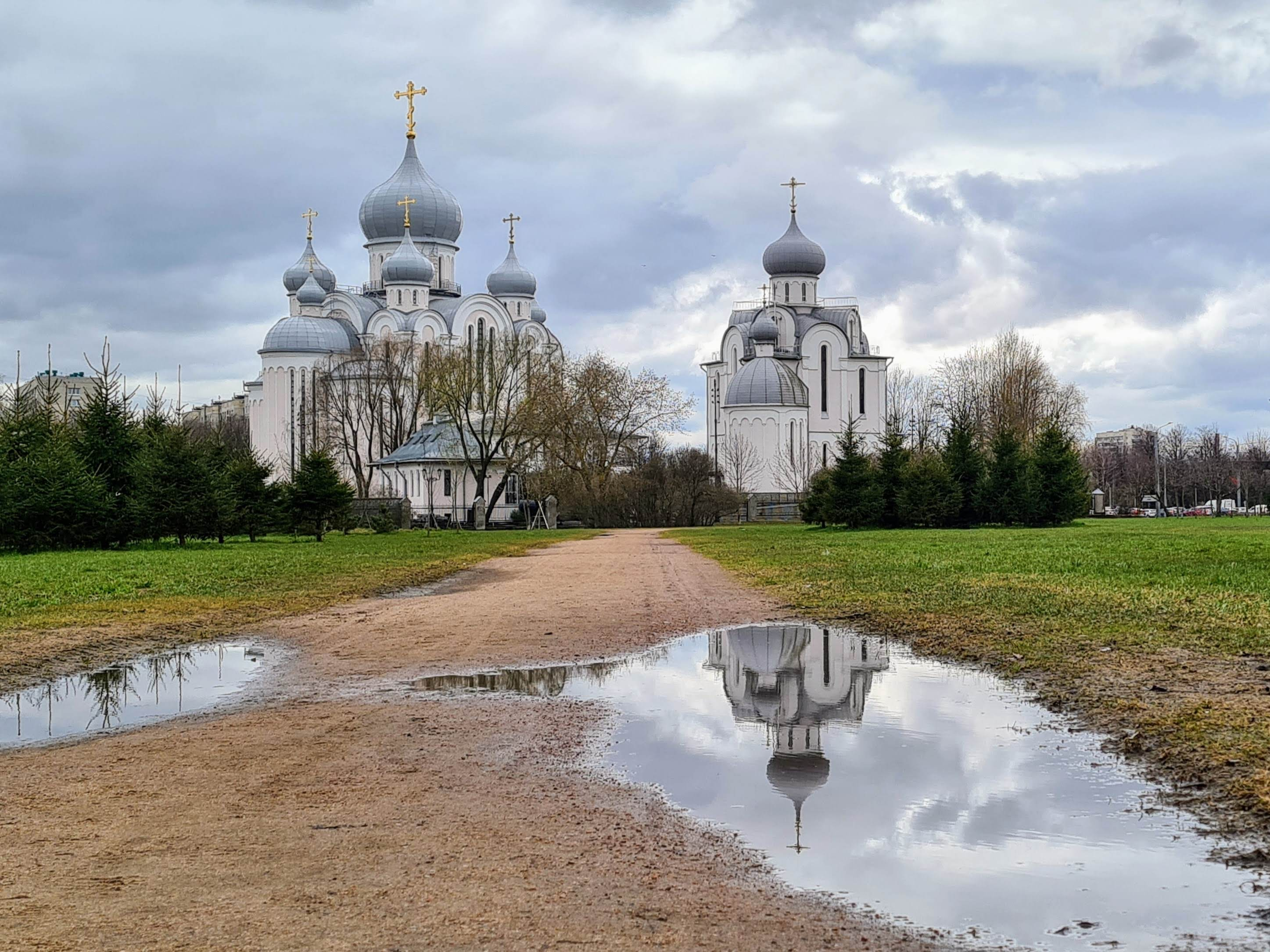
Храм Благовещения Пресвятой Богородицы (Пискарёвский)

### Памятники
- На территории медицинской академии им. И. И. Мечникова находятся памятник Мечникову (открыт 30 июня 1936 года, скульптор Л. В. Шервуд) и памятник студентам и сотрудникам, погибшим в годы войны (открыт в 1985 году, архитектор Я. Н. Лукин, скульптор Н. А. Алиев).
- На круглой площадке на аллее, идущей от пересечения Пискарёвского проспекта и Бестужевской улицы, на территории нынешнего парка имени Академика Сахарова 9 августа 1988 года был открыт Колокол Мира — копия японского храмового колокола, пережившего американскую атомную бомбардировку города Нагасаки в конце Второй мировой войны. Он поднят на высоких металлических колоннах и увенчан скульптурой взлетающего журавля.
- Памятник жертвам радиационных аварий и катастроф (архитектор В. Бухаев, скульптор Корнеев) в парке Академика Сахарова недалеко от угла Пискарёвского проспекта и проспекта Маршала Блюхера, со стороны Пискарёвского проспекта предваряемый цветочной композицией.

### Зелёные насаждения
- Сквер Безбородко
- Сад «Нева»
- Парк имени Академика Сахарова
- Пионерский парк
- К проспекту примыкает мемориальная зона Пискарёвского Мемориального кладбища, на пересечении с проспектом Непокорённых находится конструкция «Звезда», и с неё начинается мемориальная зона, свободная от рекламы и увеселительных заведений.

### Другие
- Пискарёвский проспект, 117 — недостроенное здание военного склада МВД у развилки Пискарёвского проспекта с улицей Руставели. Заложено в 1988 году, в 1991 году из-за смены власти в стране строительство было остановлено. В 2015 году начата реконструкция здания[13].

## Транспорт
Автобусные маршруты:
- № 61 (Челябинская улица — станция метро «Академическая»);
- № 102 (проспект Культуры — станция метро «Проспект Большевиков»);
- № 123 (станция метро «Ладожская» — улица Жени Егоровой);
- № 132 (станция «Ручьи» — пл. Александра Невского);
- № 133 (станция «Ручьи» — Финляндский вокзал);
- № 136 (станция «Ручьи» — станция метро «Чернышевская»);
- № 153 (Хасанская улица — проспект Культуры);
- № 176 (станция метро «Площадь Ленина» — Суздальский проспект);
- № 183 (станция метро «Ладожская» — проспект Маршака);
- № 206 (станция метро «Новочеркасская» — Северная площадь)
- № 237 (станция «Ручьи» — улица Щербакова)
- № 249 (станция «Ручьи» — станция метро «Приморская»);
- № 293 (станция метро «Пионерская» — проспект Маршака).

На углу Пискарёвского проспекта и Брюсовской улицы находится автобусная станция «Пискарёвка», являющаяся конечной нескольких автобусных маршрутов.
Троллейбусные маршруты:
- № 8 (станция «Ручьи» — Балтийский вокзал).
- № 16 (станция «Ручьи» — площадь Бехтерева).
- № 18 (станция «Ручьи» — Большой Сампсониевский проспект).
- № 38 (Суздальский проспект — Финляндский вокзал).

Трамвайная линия расположена на участке от улицы Руставели до Пискарёвки и от Полюстровского проспекта до улицы Жукова. В сентябре 2006 года во время реконструкции улицы на участке от Полюстровского проспекта до Пискарёвки трамвайное движение было ликвидировано. Между улицей Жукова и Полюстровским проспектом ходит трамвай № 23, а от улицы Руставели до Пискарёвки — №№ 9, 38 [не путать с троллейбусным маршрутом под тем же номером], 51.

## Пересечения
Проспект пересекает или граничит со следующими магистралями:
- Свердловская набережная
- шоссе Революции
- улица Жукова
- Полюстровский проспект
- проспект Металлистов
- Львовская улица
- улица Маршала Тухачевского / Ключевая улица
- проспект Маршала Блюхера
- Бестужевская улица
- проспект Мечникова
- Куракина улица
- Брюсовская улица
- Репнинская улица (пересечение с боковым проездом)
- Нартовская улица
- Шафировский проспект / проспект Непокорённых (частичная развязка)
- улица Руставели
- Ручьёвская дорога
- КАД (развязка)
- Муринская дорога

## Объекты городской среды
| Список объектов от Невы до проспекта Маршала Блюхера | Список объектов от Невы до проспекта Маршала Блюхера | Список объектов от Невы до проспекта Маршала Блюхера | Список объектов от Невы до проспекта Маршала Блюхера | Список объектов от Невы до проспекта Маршала Блюхера | Список объектов от Невы до проспекта Маршала Блюхера |                            |
| Номер дома                                           | Описание | Архитектор                                           | Постройка                                            | Иллюстрация                                          | Координаты                                           |                            |
| ---------------------------------------------------- | --- | ---------------------------------------------------- | ---------------------------------------------------- | ---------------------------------------------------- | ---------------------------------------------------- | -------------------------- |
| До № 1                                               | река Нева | река Нева                                            | река Нева                                            | река Нева                                            | река Нева                                            |                            |
| До № 1                                               | Свердловская набережная |                                                      |                                                      |                                                      |                                                      |                            |
| До № 1, 3 /Свердловская набережная 46                | Производственные здания и казарма Охтинской бумагопрядильной мануфактуры. В 2007 году снесены здания со стороны двора, в 2008 году снос был завершён.                                                                                 | Р. H. фон Генрихсен                                  | 1852—1854                                            |                                                      | 59°57′28″ с. ш. 30°24′23″ в. д.                      |                            |
| До № 1, 3 /Свердловская набережная 46                | Производственные здания и казарма Охтинской бумагопрядильной мануфактуры. В 2007 году снесены здания со стороны двора, в 2008 году снос был завершён.                                                                                 | В. В. Шауб                                           | 1900-е                                               |                                                      | 59°57′28″ с. ш. 30°24′23″ в. д.                      |                            |
| № 3 — 5                                              | шоссе Революции | шоссе Революции                                      | шоссе Революции                                      | шоссе Революции                                      | шоссе Революции                                      | шоссе Революции            |
| № 6 — 8                                              | улица Жукова | улица Жукова                                         | улица Жукова                                         | улица Жукова                                         | улица Жукова                                         | улица Жукова               |
| № 8/ Полюстровский, 8/ Жукова, 3                     | Комплекс зданий Канатной фабрики Эдвардса и Кавоса. Фабрика была основана в 1876 году, с середины XX века работала ватная фабрика. Прекратила существование в начале 1990-х годов. Большая часть комплекса снесена в 2005—2006 годах. |                                                      |                                                      |                                                      | 59°57′45″ с. ш. 30°24′17″ в. д.                      |                            |
| № 3 — 9                                              | Сад «Нева» |                                                      |                                                      |                                                      | 59°57′38″ с. ш. 30°24′39″ в. д.                      |                            |
| № 3 — 9                                              | Орловский тоннель (проект отменён) |                                                      |                                                      |                                                      | 59°57′35″ с. ш. 30°20′32″ в. д.                      |                            |
| № 7 — 9                                              | Полюстровский проспект | Полюстровский проспект                               | Полюстровский проспект                               | Полюстровский проспект                               | Полюстровский проспект                               | Полюстровский проспект     |
| № 18 — 20                                            | проспект Металлистов | проспект Металлистов                                 | проспект Металлистов                                 | проспект Металлистов                                 | проспект Металлистов                                 | проспект Металлистов       |
| № 23 — 25                                            | Львовская улица | Львовская улица                                      | Львовская улица                                      | Львовская улица                                      | Львовская улица                                      | Львовская улица            |
| № 28 — 30                                            | Ключевая улица | Ключевая улица                                       | Ключевая улица                                       | Ключевая улица                                       | Ключевая улица                                       | Ключевая улица             |
| № 29/ улица Маршала Тухачевского, 24                 | Хлебозавод |                                                      |                                                      |                                                      | 59°58′21″ с. ш. 30°24′53″ в. д.                      |                            |
| № 29 — 31                                            | улица Маршала Тухачевского | улица Маршала Тухачевского                           | улица Маршала Тухачевского                           | улица Маршала Тухачевского                           | улица Маршала Тухачевского                           | улица Маршала Тухачевского |
| № 33 — 35                                            | проспект Маршала Блюхера | проспект Маршала Блюхера                             | проспект Маршала Блюхера                             | проспект Маршала Блюхера                             | проспект Маршала Блюхера                             | проспект Маршала Блюхера   |

| Список объектов от проспекта Маршала Блюхера до проспекта Мечникова | Список объектов от проспекта Маршала Блюхера до проспекта Мечникова                                                                    | Список объектов от проспекта Маршала Блюхера до проспекта Мечникова | Список объектов от проспекта Маршала Блюхера до проспекта Мечникова | Список объектов от проспекта Маршала Блюхера до проспекта Мечникова | Список объектов от проспекта Маршала Блюхера до проспекта Мечникова |                    |
| Номер дома                                                          | Описание | Архитектор                                                          | Постройка                                                           | Иллюстрация                                                         | Координаты                                                          |                    |
| ------------------------------------------------------------------- | --- | ------------------------------------------------------------------- | ------------------------------------------------------------------- | ------------------------------------------------------------------- | ------------------------------------------------------------------- | ------------------ |
| Между проспектом Маршала Блюхера и Бестужевской улицей              | Парк имени Академика Сахарова |                                                                     |                                                                     |                                                                     | 59°58′43″ с. ш. 30°24′53″ в. д.                                     |                    |
| Между проспектом Маршала Блюхера и Бестужевской улицей              | Памятник жертвам радиационной катастрофы в Чернобыле                                                                                   | В. Б. Бухаев, скульптор И. Б. Корнеев, инженер И. Букато            | 2003                                                                |                                                                     | 59°58′33″ с. ш. 30°24′55″ в. д.                                     |                    |
| Между проспектом Маршала Блюхера и Бестужевской улицей              | Колокол Мира — копия с памятника жертвам атомной бомбардировки в городе Нагасаки Керамический колокол подарен японским правительством. | Мацуока Кунити                                                      | 1988                                                                |                                                                     | 59°58′46″ с. ш. 30°24′54″ в. д.                                     |                    |
| № 39 — 41                                                           | Бестужевская улица | Бестужевская улица                                                  | Бестужевская улица                                                  | Бестужевская улица                                                  | Бестужевская улица                                                  | Бестужевская улица |
| № 41                                                                | Благовещенская Пискарёвская церковь | В. Е. Залевская                                                     | 1999—2002                                                           |                                                                     | 59°58′43″ с. ш. 30°24′53″ в. д.                                     |                    |
| Между Бестужевской улицей и проспектом Мечникова                    | Пионерский парк |                                                                     |                                                                     |                                                                     | 59°58′57″ с. ш. 30°25′08″ в. д.                                     |                    |
| № 39 — 41                                                           | проспект Мечникова | проспект Мечникова                                                  | проспект Мечникова                                                  | проспект Мечникова                                                  | проспект Мечникова                                                  | проспект Мечникова |
| № 39 — 41                                                           | Трамвайное кольцо |                                                                     |                                                                     |                                                                     | 59°58′59″ с. ш. 30°25′40″ в. д.                                     |                    |

| Список объектов от проспекта Мечникова до проспекта Непокорённых | Список объектов от проспекта Мечникова до проспекта Непокорённых        | Список объектов от проспекта Мечникова до проспекта Непокорённых | Список объектов от проспекта Мечникова до проспекта Непокорённых | Список объектов от проспекта Мечникова до проспекта Непокорённых | Список объектов от проспекта Мечникова до проспекта Непокорённых |                       |
| Номер дома                                                       | Описание                                                                | Архитектор                                                       | Постройка                                                        | Иллюстрация                                                      | Координаты                                                       |                       |
| ---------------------------------------------------------------- | ----------------------------------------------------------------------- | ---------------------------------------------------------------- | ---------------------------------------------------------------- | ---------------------------------------------------------------- | ---------------------------------------------------------------- | --------------------- |
| № 47 (корпуса)                                                   | Куракина улица                                                          | Куракина улица                                                   | Куракина улица                                                   | Куракина улица                                                   | Куракина улица                                                   | Куракина улица        |
| № 47 (корпуса)                                                   | Подземный пешеходный переход                                            |                                                                  |                                                                  |                                                                  | 59°59′05″ с. ш. 30°25′34″ в. д.                                  |                       |
| № 47 (корпуса)                                                   | комплекс зданий Мечниковской больницы (больницы Петра Великого)         | Л. А. Ильин, А. И. Клейн и А. В. Розенберг                       | 1910—1914                                                        |                                                                  | 59°58′59″ с. ш. 30°25′46″ в. д.                                  |                       |
| № 47 (корпуса)                                                   | Памятник И. И. Мечникову                                                |                                                                  |                                                                  |                                                                  | 59°59′01″ с. ш. 30°25′55″ в. д.                                  |                       |
| № 47 (корпуса)                                                   | Памятник сотрудникам ЛСГМИ, погибшим в годы Великой Отечественной войны |                                                                  |                                                                  |                                                                  | 59°58′58″ с. ш. 30°25′52″ в. д.                                  |                       |
| № 40 — 42                                                        | Брюсовская улица                                                        | Брюсовская улица                                                 | Брюсовская улица                                                 | Брюсовская улица                                                 | Брюсовская улица                                                 | Брюсовская улица      |
| № 44 — 46                                                        | Касса станции «Пискарёвка»                                              |                                                                  |                                                                  |                                                                  |                                                                  |                       |
| № 44 — 46                                                        | Железнодорожная станция «Пискарёвка»                                    |                                                                  |                                                                  |                                                                  | 59°59′17″ с. ш. 30°25′29″ в. д.                                  |                       |
| № 44 — 46                                                        | Пискарёвский путепровод                                                 | Расширение: ЗАО «ПО Возрождение»                                 | 2006—2007                                                        |                                                                  | 59°59′17″ с. ш. 30°25′29″ в. д.                                  |                       |
| № 52 — 54                                                        | проспект Непокорённых                                                   | проспект Непокорённых                                            | проспект Непокорённых                                            | проспект Непокорённых                                            | проспект Непокорённых                                            | проспект Непокорённых |
| № 52 — 54                                                        | Мемориал «Звезда»                                                       |                                                                  |                                                                  |                                                                  | 59°59′31″ с. ш. 30°25′53″ в. д.                                  |                       |
| № 61 — 63                                                        | Шафировский проспект                                                    | Шафировский проспект                                             | Шафировский проспект                                             | Шафировский проспект                                             | Шафировский проспект                                             | Шафировский проспект  |

| Список объектов от проспекта Непокорённых до Муринской дороги | Список объектов от проспекта Непокорённых до Муринской дороги | Список объектов от проспекта Непокорённых до Муринской дороги | Список объектов от проспекта Непокорённых до Муринской дороги | Список объектов от проспекта Непокорённых до Муринской дороги | Список объектов от проспекта Непокорённых до Муринской дороги |                 |
| Номер дома                                                    | Описание                                                      | Архитектор                                                    | Постройка                                                     | Иллюстрация                                                   | Координаты                                                    |                 |
| ------------------------------------------------------------- | ------------------------------------------------------------- | ------------------------------------------------------------- | ------------------------------------------------------------- | ------------------------------------------------------------- | ------------------------------------------------------------- | --------------- |
| № 63/ Шафировский, 2                                          | Главное управление Центробанка по Ленобласти                  |                                                               |                                                               |                                                               | 59°59′39″ с. ш. 30°25′54″ в. д.                               |                 |
| № 58 — 60                                                     | Улица Руставели                                               | Улица Руставели                                               | Улица Руставели                                               | Улица Руставели                                               | Улица Руставели                                               | Улица Руставели |
| № 60 — 144                                                    | Ручьёвский путепровод                                         |                                                               | 2008—2010                                                     |                                                               | 60°00′00″ с. ш. 30°26′33″ в. д.                               |                 |
| № 60 — 144                                                    | Железнодорожная платформа «Ручьи»                             |                                                               | 1917                                                          |                                                               | 60°00′13″ с. ш. 30°26′27″ в. д.                               |                 |
| № 60 — 146                                                    | Таможенный терминал TransSphere.                              |                                                               |                                                               |                                                               | 60°00′50″ с. ш. 30°27′07″ в. д.                               |                 |
| За № 146                                                      | КАД                                                           | КАД                                                           | КАД                                                           | КАД                                                           | КАД                                                           | КАД             |
| За № 146                                                      | Муринская дорога                                              |                                                               |                                                               |                                                               |                                                               |                 |